# Protein AF
Proteinet Antisekretorisk Faktor (AF) är multifunktionellt och förmedlar ett kliniskt skydd mot olika former av patologiska sekretionstillstånd och inflammatoriska reaktioner. Kartläggningen av Protein AF´s effekter in vivo och in vitro har pågått sedan början av 80-talet, och dess cDNA har klonats och sekvenserats. Den antisekretoriska och anti-inflammatoriska aktiviteten är lokaliserad till den aminoterminala delen av det 41 kD stora AF-proteinet, och utövas av ett flertal olika peptidsekvenser. AF tillhör det medfödda immunsystemet. Protein AF har påvisats i alla vävnader som har undersökts, och AF utsöndras i blod, galla, bröstmjölk, faces, liqvor, saliv, och tårvätska. Den endogena produktionen av Protein AF stimuleras av bl.a. olika bakterietoxiner, men den kan även stimuleras av intag av speciella födoämnen i såväl människa som djur.
Effekterna av Protein AF in vivo har kartlagts i mus, råtta, gris och människa. Utvecklingen av Protein AF-stimulerande grisfoder påbörjades 1986 i samband med att Sverige införde förbud mot en allmän tillsats av foderantibiotika, och detta arbete resulterade i att foderantibiotika kunde tas bort och ersättas av Protein AF-stimulerande foder. Dessa foder gav samma eller bättre produktionsresultat jämfört med de gamla antibiotika-fodren, dessutom försvann risken för bakteriell resistensutveckling.
Protein AF-stimulerande livsmedel för människa har i kliniska undersökningar visat på signifikanta förbättringar vid sjukdomstillstånd såsom inflammatorisk tarmsjukdom, diarré vid carcinoidtumörer, Meniérès sjukdom, barndiarré och mastit. De viktigaste gemensamma inslagen för samtliga av dessa sjukdomar är inflammatoriska reaktioner och sekretionsrubbningar, det är bland annat på dessa kliniska variabler som Protein AF utövar sin effekt.
Vidare forskning om Protein AF stöds till stor del av Lantmännen, som även har koncentrerat proteinet i två konsumentprodukter (SPC-Flakes och Salovum) som säljs på apotek i Sverige och ytterligare tio länder. 